# Перл Сити (Хаваји)
Перл Сити (енгл. Pearl City) насељено је место за статистичке потребе у америчкој савезној држави Хаваји. По попису становништва из 2010. у њему је живело 47.698 становника.

## Демографија
Према попису становништва из 2010. у граду је живело 47.698 становника, што је 16.722 (54,0%) становника више него 2000. године.
| Група             | 2000.          | 2010.          |
| Белци             | 4.952 (16,0%)  | 6.790 (14,2%)  |
| Афроамериканци    | 838 (2,7%)     | 1.379 (2,9%)   |
| Азијати           | 16.547 (53,4%) | 25.392 (53,2%) |
| Хиспаноамериканци | 2.260 (7,3%)   | 3.889 (8,2%)   |
| Укупно            | 30.976         | 47.698         |